# 拉傑齊卡博利亞爾卡
50°35′26″N 28°14′57″E / 50.59056°N 28.24917°E
拉傑齊卡博利亞爾卡（烏克蘭語：Радецька Болярка）是烏克蘭北部的村莊，隸屬日托米爾州的日托米爾區。該村面積0.57平方公里，海拔高度228米，2001年人口113，人口密度每平方公里198.94人。